# 국선도
국선도(밝돌법)는 9,800년의 역사와 전통을 가진 것으로 알려진 한국 고유의 심신 수련법으로,  남녀노소, 인종, 종교, 질병 유무와 무관하게 누구든지 심신 수련을 통해 건강한 몸, 마음과 정신을 가진 전인적인 인간으로 거듭날 수 있도록 돕는 자기 계발 수련법이다.
9단 법 37단계 430여 개 동작으로 구성된 점진적이고 체계적인 단전행공(丹田行功)의 도법(道法)으로 한국 고유의 명상 과학 프로그램이다.
심신 수련과 인재 양성의 도법으로 약 9,800년 전부터 전해져 내려와 고조선의 소도, 고구려의 조의선인 제도, 신라의 화랑도 등으로 불렸고, 고려 이후에는 산중 도법으로 전해 내려오다가 산중 수도인 청산(靑山, 본명 고한영)이 스승 청운 도인의 "모두의 유익을 위해 도법을 전하라"는 명을 받고 1967년에 사회로 나와 국선도(밝돌법)를 현대 인류 사회에 다시 소개하였다.
밝돌법은 국선도의 본래 이름으로, ‘밝’은 생명의 에너지(태양, 밝음), ‘돌’은 순환하는(돌고 도는) 우주 자연의 법칙을 뜻하며, ‘밝돌법’은 우주 질서의 순리에 맞게 생명을 양생(養生)하는 수련 방법을 의미한다.

## 개요
국선도는 상고시대부터 전해오는 한국의 고유한 전통 심신 수련법이다.   
청산 선사로 알려진 수도인 고한영이 청운 도인 (본명 이송운, 경상북도 안동 출신)으로부터 전수한 법통으로, 동방 단리(丹理)의 정통적 정수로 정기신(精氣神) 삼단(三段) 단전(丹田) 이단(二段) 호흡으로부터 대기와 합일시키는 경지까지 승화시키는 묘법으로 알려져 있다.  
삼국시대 이전까지만 하더라도 사람들 사이에서 널리 행해진 것으로 많은 문헌을 통해 알려져 있다. 삼국시대 이후로는 깊은 산중에서만 비전되어 오다가 무운도인의 대를 이은 청운 도인으로부터 청산 선사가 그 정통 수련법을 전수 하여 1967년 하산하여 전파하면서 다시 세상에 알려지게 되었다.  
유구한 역사를 통해 이어져 내려오는 배달민족의 혼과 민족정기가 담긴 한국 고유의 수련법으로 원래 명칭은 밝돌법(밝돌: 배달)으로 알려져 있다. 
국선도는 수천 년의 체험을 통해 자연의 생성 원리와 인체의 생리 구조에 맞게 고안된 수백 개의 몸동작과 정교한 호흡법이 매우 체계적으로 구성되어 있다. 이를 점진적으로 배워가는 과학적인 건강법이다.  
물질문명의 발달과 환경오염 속에서 심신이 약화한 현대인들에게 마음에는 힐링을, 몸에는 활력을 불어넣어 주고 치유력과 자생력 그리고 창의력을 강화해 줄 수 있는 심신 수련 체계일 뿐만 아니라, 나아가 극치적 체력, 극치적 정신력, 극치적 도덕력을 겸비한 전인적 인간상을 만드는 데 그 목적을 두고 있다. (출처: 국선도본원) 
몸과 마음이 건강해지면, 인간이 지녀야 할 올바른 자세를 자연스럽게 터득하게 되고 사언행(思言行)이 올바르게 행해질 수 있다. 국선도 수련은 사욕(私慾)과 사심(私心)을 버리는 의지를 기르고 공심(公心)과 도심(道心)을 갖게 하는 수련법이다.
남녀노소를 불문하고 사상, 종교, 인종과 국경을 초월하여 누구나 실천할 수 있는 건강법으로, 자연을 따라 바르게 먹고, 마시고, 운동하고, 생각하고, 말하고 행동하여 자연의 공도(道)와 공심(公心)으로, 자연의 도리에 맞는 도심(道心)으로, 정도(正道)의 생활을 하여 건강과 기력이 넘치는 충실한 생명체를 기르는 양생법(養生道法)이라 한다. (출처: 삶의 길, 저자: 청산선사)

## 국선도 유래
국선도는 한국 민족의 기원과 역사를 같이 하는 심신 수련법으로 그 출발이 인류문명의 태동 이전으로 거슬러 올라간다. 
옛 한국 민족은 밝고 따스하고, 온화하게 만물을 살리는 '태양'을 사모하고, 하늘의 도와 자연의 높고 큰 덕을 본받아 그 덕성을 닮고자 하늘의 밝(태양)과 가장 가까운 높은 산에 올라가 하늘 기운을 깊이 마시는 가운데 그 위대한 힘을 몸과 마음에 받아들이는 수련의 방법을 체득하여 밝돌법의 수련 체계를 세운 것이다.
국선도는 9,800여년 전 하늘함도인(天氣道人)으로부터 세상에 전파되어 상고시대를 거쳐 고조선 시대로 내려오면서 밝도, 밝받는 법, 선도, 국선도, 풍류도 등 다양한 이름으로 불려 왔다. 삼국시대는 고구려의 조의선인제도, 백제의 수사제도, 신라의 화랑제도에서 국선도의 맥을 이어왔다.
국선도는 우주 자연과 인간이 하나 되는 수련법을 지향한다. 조화로운 세상을 만들어가는 국가 지도자의 도법으로서 전인적 인간을 양성하는 수련 체계를 갖추고 있기에 국가 제도적 차원, 수양단체적 차원, 혹은 순수 수도적 차원으로 각각 그 명맥을 이어오다 고려시대, 조선시대를 거치면서 당시 사회적 환경에 의해 산중에서 스승에서 제자로 대대로 비전으로만 전승되어 오던 국선도의 주맥을 무운도인의 대를 이은 청운도인으로부터 도맥을 이어받은 청산선사가 천원기(天元紀) 9715년 3월 3일(1967년 음력 3월 3일), 국선의 도법을 세상에 다시 펼치기 시작하였다.  

## 국선도의 수련과정
국선도의 수련과정은 점진적이고 체계적이다. 
준비운동 60여 가지의 동작에서 시작하여 단전행공으로서 다양한 동작과 함께 이루어지는 호흡수련, 그리고 40여 가지 각종 동작으로 구성된 정리운동으로 진행되며 각 개인의 수련 경과에 따라 점점 높은 단계로 승단하는 데 힘의 무리가 없는 것이 장점이다.
수련 단계의 첫단계는 정각(正覺道) 단계로 육체적, 정신적 수련을 닦는 단계이며 하단전(下丹田)에 기가 모이고 마음이 안주할 수 있는 자리를 확립하는 중기단법(中氣丹法)과 하늘과 땅과 사람 사이의 조화를 이루는 건곤단법(乾坤丹法)과 인체의 구석 구석과 모든 경락에 기혈이 순조롭게 유통되어 대자연의 원기와 상통 될 수 있도록 하는 원기단법(元氣丹法)으로 구분된다. 
이 과정을 거치는 동안 병이 자연적으로 치유되고 건강에 대한 자신과 지식을 갖게 되는 것으로 현대사회의 백만 이상의 수련자들의 체험을 통해 알 수 있다.
정각도 단계의 다음은 통기법(通氣法) 단계로 극치적인 육체적, 정신적 수련을 닦게 되며 임독유통을 자개시키는 단계인 진기단법(眞氣丹法), 피부로 호흡하여 천지인 합일의 경지로 들어가는 삼합단법(三合丹法), 조리단법(造理丹法)으로 구분된다. 이 단계에서는 우주의 기운을 내 몸 안에 받아들여 완전히 기혈을 유통시키며 피부호흡을 하는 단계로 참된 진리의 문에 들어서게 되며 설명으로 이해가 불가능하다고 한다.
마지막 단계는 선도법(仙道法) 단계로 천인묘합(妙)의 이상을 관념이 아니라 직접 몸과 마음으로 구현하는 초인적 단계이며 삼청단법(三淸丹法), 무진단법(無盡丹法), 진공단법(眞空丹法)으로 구분된다.
그러나 국선도에서는 수련이 최고 단계에 도달해야 어떤 효과를 보는 것은 아니라며, 자기가 수련한 만큼 즉시 효과를 스스로 체험하게 된다고 강조한다. 심신(心身)의 부조리(不調理)를 느끼어 수련하는 사람이면 하루에 한두시간씩 수련하여 반년이나 일년 안에 건강한 사람이 될 수 있으며, 첫번의 세 단계를 정각도라 하는데 그리하여 이것이 양생(養生)의 도임을 증명한다.

## 수련 내용
일반 수련장에서의 수련은 준비운동(15분), 행공(40분), 정리 운동(25분)의 순서로 진행된다. (총 1시간 20분)
1. 준비운동 (기혈순환 유통법: 60여 동작) 돌단 숨쉬기의 몸동작(단전행공)에 앞서 기의 순환을 도와주는 전 동작으로 사람의 말단부에서 기중심부 그리고 온몸의 순서로 관절과 근육을 여러 각도에서 무리함 없이 고루 움직여 주어 조화와 균형을 이루게하는 운동이다.
2. 단전행공 (433가지의 동작) 동작을 하면서 숨쉬기를 하여 공력을 쌓는다는 의미로 행공이라 한다. 수련법에 따라 각 단계에 맞는 동작과 숨쉬기를 한다. 숨쉬기와 더불어 온몸을 고르게 움직여 그 기운과 체력을 더욱 강화시켜 강인한 육체와 정신에 이르게하는, 국선도 특유의 도법 원리를 실천하는데 있어서 행공이 매우 중요함이 강조된다.
3. 정리운동 (정체 운동) 행공이 끝나고 나서 행하는 동작으로 전신의 기혈을 원활히 하여주고 근골과 기육, 정동맥, 신경강화를 도와주는 것이므로 반드시 해야 한다. 모든 동작은 처음에는 모양과 방법을 익히는데 중점 노력을 기울이던 것이 반복에 반복을 거듭함에 따라 점차 익숙해지고 여유가 생겨 호흡과 운기가 가능해지면 단순한 스트레칭의 효과를 넘어서 국선도 동작과 숨쉬기의 차별화된 차원 높은 맛과 멋을 느낄 수 있게 된다.

## 수련의 효과
국선도의 수도(修道)는 충일(充溢)한 생명체를 유지하고자 하는데 그 목적이 있다. 사회, 국가, 세계, 하늘의 모든 문제를 놓고 우선 나의 강인하고 굳세고 용솟음 치는 생명력이 필요한 것이다.
국선도의 수도 방법은 스스로 직접 실천함으로써 구체적으로 기생(氣生)하도록 체계있게 전해져 현대사회에 보급된 것으로, 수도(修道)의 효과와 사실은 다음과 같다.
1. 수도하기가 쉽다.
2. 수도의 효과가 처음부터 느껴진다.
3. 수도함에 따라서 점진적으로 건강이 한 차원씩 성과가 난다.
4. 남녀노소 누구나 수도 할 수 있다.
5. 수도 중에 스스로 몸과 마음의 질병이 물러간다.
6. 수도의 차원이 높아질수록 건전한 정신을 갖추게 된다. 특히 우주와 인생과 자아에 대한 깨달음을 얻고 올바른 가치관을 확립하여 주체적이고 성공적인 삶을 영위하게 된다.
7. 수도의 진전(進展)에 따라 각 기혈(氣血)이 맑고 유통(流通)이 잘 된다. 나아가 경혈(經穴)이 유통된다.
8. 수도에 따라 장부(贓腑)의 조화가 잘 되고 원기(元氣)가 기(蓄氣)되어 강력한 내공력을 갖추게 된다.
9. 기공유통(氣孔流通)과 피부 순환이 잘 되어 대기(大氣)와 조화(調和)를 이루어 잘 어울린다.

국선도 밝돌법을 1~2년 정도만 꾸준히 수련해도 일반적으로 얻을 수 있는 효과들을 조금 더 구체적으로 나열하면 다음과 같다.
1. 신체적인 효과 체력이 증강되며 항상 최고의 컨디션을 유지할 수 있다. 만성피로에서 해방되며 등산시에도 숨이차지 않다. 피하지방의 연소가 활발해져 비만증이 근본적으로 사라진다. 시장기를 느끼고 소화가 잘 된다. 잠이 잘 오고 숙면할 수 있다. 대소변이 순조로워 진다. 피부가 고와지고 얼굴이 맑고 기품이 생긴다. 음주와 흡연의 자제가 쉬워진다. 각종 성인병 증상을 개선, 치료할 수 있다. 손발시림, 저림, 요통 두통 등 몸의 이상이 빠르게 없어진다.
2. 정신적인 효과 마음이 상쾌하고 평화로우며 너그러워 진다. 인내심과 의지력이 강해진다. 삶에 대한 무료함, 우울증 등이 해소되며 삶에 대한 의욕이 생긴다. 불안감, 소심증, 열등감이 사라지고 모든 일에 자신감이 생긴다. 두뇌가 맑아져 집중력이 크게 향상된다. 누적된 스트레스로 부터 자연스럽게 해방된다. 국선도 호흡을 하면 우리가 미처 상상하지 못할 정도의 건강상의 효과가 일어난다는 것은 이미 수많은 사례들이 실증하고 있다.

## 국선도의 활용
1. 무병장수: 긴 세월에 걸쳐 갈고 닦져진 무병장수와 불로장생의 비법으로 동양학 예지의 결정체이므로 수련을 통하여 무병장수의 안락 생활을 향유할 수 있다.
2. 인격도야: 강건한 체력과 고귀한 인품을 겸비하게 하는 심신수련법으로 사회적 중책을 성공적으로 완수있도록 도와준다.
3. 자연치유: 몸과 마음의 모든 병폐를 뿌리째 뽑아 낼 수 있는 근본적 수련법이다.
4. 깨달음: 우주와 인생에 대한 참된 진리를 깨닫게 되어 삶의 의미와 희열을 느끼며 살게 된다.
5. 자기계발: 체력과 정신력과 도덕력을 고도로 발달시켜 각 분야의 유능한 인재로 성장할 수 있다.
6. 디톡스: 전문직종의 과도한 디지털 노출과 두뇌활동에서 오는 신체적 부담과 정신적 고통을 효과적으로 해소할 수 있는 수련법이다.
7. 무술과 내공: 모든 체육과 무술의 과도한 활동에서 오는 부상과 후유증을 방지하고 외적인 기량을 증진시켜 주는 정통 내공법이다.
8. 예술과 수양: 음악 무용 그림 서예 등 다양한 문화예술활동의 중요한 기초가 되는 호흡과 맑은 집중력 그리고 충만한 에너지를 제공한다.
9. 스트레스관리: 밝(태양)의 광명정대한 정신과 막강한 힘을 호흡과 명상을 통해 매일 받아 들이는 습관은 수많은 스트레스의 상황속에서도 마음의 태평성대를 누릴 수 있는 정신적 역량을 이룰 수 있게 한다.

## 국선도의 본원(本源)
국선의 맥을 이어 온 선인들의 뜻을 받들어 1967년 청산선사께서 하산하여 국선도의 사회 보급이 시작되었다. 1970년 음력 3월 15일, 청산선사께서 국선도 본원을 개원하여 본원 수련장을 기반으로 사회 각처에 보급 활동을 시작하였는데 국선도법의 근원이 되는 국선정신을 보존하고 도법의 올바른 가르침을 펼치는 국선도의 원천이라는 의미에서 본원(本源)이라 하였다.

## 국선도 고유 권한
청산선사가 책자, 육성, 영상물, 사진, 친필 메모 등으로 밝힌 국선도(밝돌법) 수련에 관련한 모든 지적재산 및 국선도(밝돌법)의 명칭, 마크와 심볼 등의 상표 일체는 국선도본원의 (사)국선도법연구회가 고유 권한을 보유하고 유일하게 사용 권한을 가지고 있으며, 국선도법의 정통성과 원뜻을 잃지 않도록 보존하고 관리되고 있다.
국선도본원의 명의로 발급되는 수료증, 승단증, 도단증, 지도자 임명장 등의 자격증서는 국선도본원 세계본부가 세계적으로 발급하는 유일한 공인 자격증입니다. 그 고유성을 보존하기 위하여 국선도본원에서는 2022년부터 도단증과 지도자 자격증을 블록체인 증서로 발급하기 시작하였다.

## 같이 보기
- 최광도
- 신무합기도
- 파룬궁
- 단월드
- 내가권